# Chloropsina varleyi
Chloropsina varleyi är en tvåvingeart som beskrevs av Ismay 1999. Chloropsina varleyi ingår i släktet Chloropsina och familjen fritflugor. Inga underarter finns listade i Catalogue of Life.